# Palpita luzonica
Palpita luzonica là một loài bướm đêm trong họ Crambidae.